# Pseudis
Pseudis — рід земноводних підродини Hylinae родини Райкові ряду Безхвості. Має 9 видів. Тривалий час його зараховували до родин жаб'ячих, свистунів, навіть розглядали як самостійну родину — Pseudidae. Втім з 2011 року вважається родом з райкових.

## Опис
Загальна довжина досягає 7 см. Голова середнього розміру або велика. Морда трикутної форми. Мають довгий язик. Присутні 2 групи зубів між внутрішніми отворами ніздрів. Помітна барабанна порожнина. Тулуб м'язистий. Кінцівки з плавальними перетинками та 4 пальцями. Забарвлення переважно світлих колір, перш за все зеленого з різними відтінками.

## Спосіб життя
Полюбляють тропічні та субтропічні ліси. Майже все життя проводять у воді. Активні переважно вночі або у сутінках. Живляться безхребетними.
Це яйцекладні земноводні. Мають найбільших пуголовок серед земноводних.

## Розповсюдження
Мешкають у Південній Америці.

## Види
- Pseudis bolbodactyla
- Pseudis boliviana
- Pseudis caraya
- Pseudis cardosoi
- Pseudis fusca
- Pseudis minuta
- Pseudis paradoxa
- Pseudis platensis
- Pseudis tocantins